# 博伊爾山脈
博伊爾山脈（英語：Boyle Mountains）是南極洲的山脈，位於葛拉漢地，處於拉勒曼德港和布喬亞灣之間，該山脈根據英國測量隊的空中照片被繪入地圖。
67°21′S 66°38′W / 67.350°S 66.633°W